# Mouzay
|  | Per a altres significats, vegeu «Mouzay (Mosa)». |

Mouzay és un municipi francès al departament d'Indre i Loira (regió de Centre-Vall del Loira). L'any 2007 tenia 480 habitants.

## Demografia

### Població
El 2007 la població de fet de Mouzay era de 480 persones. Hi havia 169 famílies, de les quals 36 eren unipersonals (20 homes vivint sols i 16 dones vivint soles), 52 parelles sense fills, 77 parelles amb fills i 4 famílies monoparentals amb fills.
La població ha evolucionat segons el següent gràfic:

### Habitatges
El 2007 hi havia 213 habitatges, 176 eren l'habitatge principal de la família, 31 eren segones residències i 6 estaven desocupats. 211 eren cases i 1 era un apartament. Dels 176 habitatges principals, 147 estaven ocupats pels seus propietaris, 25 estaven llogats i ocupats pels llogaters i 3 estaven cedits a títol gratuït; 2 tenien una cambra, 3 en tenien dues, 19 en tenien tres, 33 en tenien quatre i 118 en tenien cinc o més. 125 habitatges disposaven pel capbaix d'una plaça de pàrquing. A 62 habitatges hi havia un automòbil i a 100 n'hi havia dos o més.

### Piràmide de població
La piràmide de població per edats i sexe el 2009 era:
| Homes | Edats   | Dones |
| ----- | ------- | ----- |
| 0     | 95 o +  | 4     |
| 0     | 90 a 94 | 4     |
| 0     | 85 a 89 | 0     |
| 0     | 80 a 84 | 4     |
| 12    | 75 a 79 | 8     |
| 8     | 70 a 74 | 12    |
| 0     | 65 a 69 | 12    |
| 4     | 60 a 64 | 4     |
| 12    | 55 a 59 | 4     |
| 4     | 50 a 54 | 12    |
| 20    | 45 a 49 | 8     |
| 32    | 40 a 44 | 20    |
| 28    | 35 a 39 | 28    |
| 12    | 30 a 34 | 28    |
| 12    | 25 a 29 | 4     |
| 4     | 20 a 24 | 4     |
| 24    | 15 a 19 | 12    |
| 20    | 10 a 14 | 20    |
| 20    | 5 a 9   | 12    |
| 0     | 0 a 4   | 16    |

## Economia
El 2007 la població en edat de treballar era de 318 persones, 242 eren actives i 76 eren inactives. De les 242 persones actives 229 estaven ocupades (133 homes i 96 dones) i 13 estaven aturades (7 homes i 6 dones). De les 76 persones inactives 20 estaven jubilades, 28 estaven estudiant i 28 estaven classificades com a «altres inactius».

### Ingressos
El 2009 a Mouzay hi havia 175 unitats fiscals que integraven 515 persones, la mediana anual d'ingressos fiscals per persona era de 16.149 €.

### Activitats econòmiques
Dels 12 establiments que hi havia el 2007, 6 eren d'empreses de construcció, 2 d'empreses de comerç i reparació d'automòbils, 1 d'una empresa d'hostatgeria i restauració, 2 d'empreses de serveis i 1 d'una empresa classificada com a «altres activitats de serveis».
Dels 6 establiments de servei als particulars que hi havia el 2009, 1 era un taller de reparació d'automòbils i de material agrícola, 1 paleta, 1 guixaire pintor, 1 fusteria, 1 lampisteria i 1 restaurant.
L'any 2000 a Mouzay hi havia 19 explotacions agrícoles que ocupaven un total de 1.177 hectàrees.

## Equipaments sanitaris i escolars
El 2009 hi havia una escola maternal integrada dins d'un grup escolar amb les comunes properes formant una escola dispersa.

## Poblacions properes
El següent diagrama mostra les poblacions més properes.